# Clactonien
Le Clactonien est le nom proposé en 1932 par Henri Breuil pour désigner les industries lithiques d'Europe occidentale analogues à celle de Clacton-on-Sea (Royaume-Uni) et riches en éclats dont le talon forme fréquemment un angle ouvert avec la face inférieure. Le Clactonien est initialement considéré comme contemporain mais distinct des industries à bifaces telles que l'Acheuléen.
Sa signification culturelle est progressivement abandonnée et le terme est encore occasionnellement employé par référence à un techno-complexe du Paléolithique inférieur du sud de l'Angleterre. Il est parfois considéré comme un faciès d'atelier au sein de l'Acheuléen. Les vestiges lithiques mis au jour à High-Lodge ont notamment permis d'envisager que les caractéristiques des éclats du Clactonien étaient liées une méthode de débitage particulière dite « système par surfaces de débitage alternées » ,.
Le Clactonien pourrait remonter au début de la période interglaciaire connue sous le nom de Hoxnien ou de Holsteinien, équivalent de l'interglaciaire Mindel-Riss de la chronologie alpine (400 000 à 200 000 ans BP) [réf. nécessaire]. Les outils du Clactonien ont été produits par Homo heidelbergensis, probablement par Homo erectus ou Homo neanderthalensis.
L'adjectif « clactonien » est parfois employé pour qualifier une encoche obtenue par le détachement d'un seul éclat.